# Björn Brücher
Björn Lucas Dietrich Maria Brücher (* 20. September 1965 in Germersheim) ist ein deutscher Mediziner, Chirurg und Tumorforscher. Brücher setzt sich für eine interdisziplinäre Aus- und Weiterbildung ein und ist Gründungsherausgeber der neuen, interdisziplinären Open-Access-Wissenschaftszeitschrift namens 4open, zusammen mit dem Wissenschaftsverlag EDP Sciences. 2014 veröffentlichte er eine neue Hypothese zur Krebsentstehung.

## Leben
Nach dem Abitur 1985 am Goethe-Gymnasium Germersheim studierte er Humanmedizin an der Johannes Gutenberg-Universität in Mainz und an der University of Oxford sowie in Bradford und Edinburgh. 1993 wurde er in Mainz in Humanmedizin promoviert. Seine Chirurgie-Ausbildung absolvierte er unter Jörg Rüdiger Siewert an der Technischen Universität München mit Habilitation im Jahre 2003; Brüchers tumorbiologische Forschung erfolgte u. a. am Helmholtz-Zentrum München und dem MD Anderson Cancer Center in Houston, Texas, USA.

## Wirken
2008 gründete Brücher die Theodor-Billroth-Akademie mit einem weltweiten Forschungsnetzwerk und -konsortium zur Verbesserung der medizinischen Aus- und Weiterbildung wie der Forschung.
2006 wurde er Fellow des American College of Surgeons und 2008 Professor für Chirurgie 2008 in Tübingen. 2009 wurde er Fellow des Royal College of Surgeons of England. 2012 wurde er Ehrenmitglied der Israelischen Gesellschaft für Tumorchirurgie ISSO (Israeli Society of Surgical Oncology). Seit 2013 ist er Botschafter der Europäischen Vereinigung für Krebsforschung (European Association of Cancer Research) und Professor für Ethische Führung am New Westminster College in Vancouver, Kanada. Seit 2015 ist er am Carl-Thiem-Klinikum Cottbus, und seit 2017 Fellow der Royal Society of Biology.
Forschungsschwerpunkte sind Krebsentstehung, Tumor-Ausbreitung (Metastasierung) und Vorhersage des Ansprechens auf eine Tumortherapie (Response). Dies resultierte in einer neuen Krebshypothese inklusive molekularbiologischer Signalwege und Anti-Krebs-Strategie. Die wissenschaftliche Begründung in Genomik, microRNA, Epigenetik und Proteomik, sowie Kritik an der somatischen Mutationstheorie folgten. Brücher schlug hier einen Paradigmenwechsel vor.
Laut Google Scholar hat Brücher (Stand 2018) über 100 Publikationen veröffentlicht, sein h-Index beträgt 36.

## Ehrungen und Stipendien
- 1992 Emilie-Lemmer-Stipendiat der Johannes-Gutenberg-Universität Mainz
- 2002 Karl-Heinrich-Bauer-Preis, Deutsche Gesellschaft für Chirurgie (DGCH)
- 2003 Japan-Reisestipendium, Deutsche Gesellschaft für Chirurgie (DGCH)
- 2003 Forschungsstipendium, Deutsche Forschungsgemeinschaft (DFG)
- 2006 und 2007 Exceptional Merit-Award, American College of Surgeons USA
- 2007 Theodor-Billroth-Preis, Österreichische Gesellschaft für Chirurgie
- 2009 USA-Reisestipendium, Deutsche Gesellschaft für Chirurgie (DGCH)
- 2012 Ehrenmitglied, Israelische Gesellschaft für Tumorchirurgie (ISSO)
- 2013 Distinguished Fellow, New Westminster College in Vancouver, Kanada
- 2013 Leading Physician of the World, The International Association of Oncologists
- 2013 Botschafter, European Association of Cancer Research (EACR)